# Монітори типу «Арканзас»
Монітори типу «Арканзас» були останнім типом моніторів, (чотири одиниці) замовлених для ВМС США. Це були останні побудовані морські монітори, хоча флоти Великої Британії та Італії будували та використовували кораблі для обстрілів берегових цілей під час Першої світової війни, які теж називалися «моніторами».(Британія використовувала їх також під час Другої світової війни).

## Конструкція
Спроєктовані як однобаштові монітори, на ці кораблі встановили найсучасніші важкі гармати ВМС США на той час, коли вони були побудовані, 12-дюймові / 40 каліберні (довжина ствола у калібрах). Під час Першої світової війни монітори типу «Арканзас» не використовувались у битвах, а натомість служили плавучими базами підводних човнів. Александр Браун, дописуючи до Товариства корабелів та морських інженерів історичні операції, зазначив у проникливому коментарі, що: «Монітори знайшли своє останнє застосування як плавучі бази субмарин під час Першої світової війни, для чого їх низький надводний борт був чудово пристосований. Важливо відзначити, що ця скромна функція призначалася для обслуговування нового типу суден, який логічно замінив їх у тій ролі, для якої монітори були задумані — поєднання потужної ударної сили із здатністю діяти приховано, являючи при цьому невелику ціль для ураження».
Вони мали водотоннажність 3 277 тон, загальну довжину 77,75 метрів, мідель 15,27 метрів та осадку 3,81 метр. Їх екіпаж складався з 13 офіцерів та 209 інших чинів.
Монітори типу «Арканзас» мали два вертикальних двигуни потрійного розширення, що приводили в рух два лопатеві гвинти з енергії пари, згенерованої чотирма паровими котлами. Двигуни цих кораблів проєктувалися з потужністю 1800 Кіловат та мали забезпечувати максимальну швидкість 12,5 вузлів (23,3 км/год), проте на морських випробуваннях лише «Невада» дав максимальну швидкість понад проектну, решта кораблів мала нижчу за проєктну.
Кораблі були озброєні двома гарматами головного калібру 12 дюймів Mark 3, або Mark 4, у башті. Допоміжне озброєння складась з чотирьох 100 міліметрових / 50 каліберних гармат Mark 7 разом із трьома шестифунтовими (57 міліметровими) гарматами. Основний броньований пояс мав товщину 11 дюймів (280 міліметрів) у центрі корабля та тоншав до 5 дюймів кінцях. Башта мала броню товщиною від 10 до 9 дюймів, а барбети від 11 до 9. Броньована палуба мала товщину 38 мм.

## Представники
| Корабель              | Виготовлювач                               | Закладено              | Спущено                | У строю             | Статус                             |
| --------------------- | ------------------------------------------ | ---------------------- | ---------------------- | ------------------- | ---------------------------------- |
| «Арканзас» «Arkansas» | «Newport News Shipbuilding», Ньюпорт-Ньюс  | 14 листопада 1899 року | 10 листопада 1900 року | 28 жовтня 1908 року | Зданий на злам 26 січня 1922 року  |
| «Невада» «Nevada»     | «Bath Iron Works», Бат (Мен)               | 17 квітня 1899 року    | 24 листопада 1900 року | 5 травня 1903 року  | Зданий на злам 26 січня 1922 року  |
| «Флорида» «Florida»   | «Crescent Shipyard», Елізабет (Нью-Джерсі) | 23 січня 1899 року     | 30 листопада 1901 року | 18 червня 1903 року | Зданий на злам 25 січня 1922 року  |
| «Вайомінг» «Wyoming»  | «Union Iron Works», Сан-Франциско          | 11 квітня 1899 року    | 8 вересня 1900 року    | 8 грудня 1902 року  | Зданий на злам 20 квітня 1939 року |